# Ovodynerus leviclypeus
Ovodynerus leviclypeus är en stekelart som beskrevs av Gusenleitner 1999. Ovodynerus leviclypeus ingår i släktet Ovodynerus och familjen Eumenidae. Inga underarter finns listade i Catalogue of Life.